# فائز صالح
فائز صالح (بالإنجليزية: Faiz Salleh)‏ هو لاعب كرة قدم سنغافوري في مركز الوسط، ولد في 17 يوليو 1992 في سنغافورة. لعب مع هاوجانج يونايتد ويانج لايونز.

## وصلات خارجية
- فائز صالح على موقع قاعدة بيانات كرة القدم.إي يو (الإنجليزية)
- فائز صالح على موقع Soccerway.com (الإنجليزية)